# 옐레어
옐레어(Yélî Dnye)는 파푸아뉴기니의 동부 끝에서 시작하는 루이지아드 제도의 동쪽 끝 섬인 로셀섬에서 쓰이는 언어이다. 1998년에 약 4,000명의 화자가 있었는데 여기에는 옐레족 전체가 포함된다. 현재로서는 계통적으로 분류할 수 없다고 보는 것이 최선이다. 옐레어는 계통적으로 뉴브리튼의 고립어(잠정적인 옐레-서뉴브리튼섬 제어에 속하는)인 아넴어(Anêm)와 아타어(Ata)와 관련될 수도 있는 잠정적인 고립어, 그렇지 않으면 오세아니아 어족의 파푸아팁 제어에 속하는 수데스트어에 가장 가까운 것으로 분류되어 왔다. 유형론적으로는 뉴브리튼섬의 고립어보다 남부 뉴기니의 오세아니아 제어와 더 유사하다.
옐레어는 인지언어학자가 광범위하게 연구해 왔다. 옐레어에는 다양한 공간 후치사가 있고 영어의 on에 대응하는 후치사는 열한 개나 있는데, 물체가 탁자에(수평), 벽에(수직), 뾰족한 것 끝에 있는지, 표면에 붙어 있는지 아닌지, 물체가 단단한 고체인지 알갱이(분산)인지와 같은 요인들에 따라 서로 다른 후치사를 사용한다.
Stebbins(2018)는 옐레어를 고립어로 분류하였다. 오스트로네시아 어족과의 유사성은 접촉과 확산에 기인한다고 보았다.

## 음운
옐레어에는 독특하게 이중 조음 자음이 풍부하다. 이러한 자음이 있는 전 세계의 거의 모든 언어에서, 이 자음들은 양순연구개음, 즉 ㅂ과 ㄱ을 동시에 발음하는 것과 같이 동시에 양순과 설배로 조음된다. 옐레어만이 이중적으로 조음되는 다른 위치를 대조하는 것으로 알려져 있다. 즉 아래 제시된 것처럼 양순-연구개 외에 두 가지 양순-치경 위치(설단음/치음과 설첨음/후치경음)를 구별한다.
두 가지의 혀끝 조음은 (1) 설단음이며 약간 선치경적이어서 때때로 tʸ, nʸ 등(치치경음을 보라)으로 전사되고, (2) 설첨음이며 약간 후치경적이어서 때때로 ṭ, ṇ 등, ʈ, ɳ 등, 단순히 t, n 등으로 전사된다.
두 가지의 다른 이중 조음 자음으로 lvámê(지팡이의 일종)의 [l͡β]와 [j͡β̞]가 있다. 옐레어의 w는 양순치음 [β̞͡ð̞]이다. 이들 이중 조음 자음은 양순음화와 구별된다(SIL 1992/2004). 많은 조음은 구개음화될 수도 있다. 파열음은 선비음화되거나 (아마도 /p/를 제외하면) 후비음화될 수 있다. 자음 목록은 다음과 같다.
|        | 양순 | 양순   | 양순        | 양순 | 치   | 치     | 치   | 치경 | 치경   | 치경 | 경구개 | 경구개 | 연구개 | 연구개 | 연구개 | 양순연구개 |
| 평음   | 양순 | 경구개 | 양순&경구개 | 평음 | 양순 | 경구개 | 평음 | 양순 | 경구개 | 평음 | 양순   | 평음   | 양순   | 경구개 |        | 양순연구개 |
| ------ | ---- | ------ | ----------- | ---- | ---- | ------ | ---- | ---- | ------ | ---- | ------ | ------ | ------ | ------ | ------ | ---------- |
| 비음   | m    | mʷ     | mʲ          | mʷʲ  | n̪    | n̪͡m     |      | n̠    | n̠͡m     | n̠ʲ   |        |        | ŋ      | ŋʷ     | ŋʲ     | ŋ͡m         |
| 파열음 | p    | pʷ     | pʲ          | pʷʲ  | t̪    | t̪͡p     | t̪ʲ   | t̠    | t̠͡p     | t̠ʲ   |        |        | k      | kʷ     | kʲ     | k͡p         |
| 마찰음 | β    |        | βʲ          |      |      |        |      |      |        |      |        |        | ɣ      |        |        |            |
| 접근음 | β̞͡ð̞   |        |             |      | l    | l͡β     | lʲ   |      |        |      | j      | j͡β̞     |        |        |        |            |

ŋ͡m와 같은 양순연구개음과 양순치경음 가운데 양순음화되거나 경구개음화될 수 있는 것이 얼마나 많은지는 분명하지 않다. 이들 조음이 선비음화되거나 비강 개방을 동반하는지도 분명하지 않지만, 위에 언급된 것들을 차치하면 /mbʷ, mbʷʲ, n̪d̪ʲ, t̠n̠ʲ, t̠͡pn̠͡mʲ, ŋkʷ, kŋʷ/는 SIL(1992/2004)에 언급되었다.
구강 파열음 /p t̠ k/(즉, 치음 /t̪/을 제외하고)은 모음 사이에서와 선비음화되었을 때 유성음화된다. 나아가 (후)치경음은 모음 사이에서 (명백히 치음인) 탄설음 [ɾ̪]로 감쇠된다. 구개음화된 치경 파열음의 일부는 [tɕ] (또는 [ɕ]) and [ndʑ]와 같이 마찰음이나 파찰음으로 발음되지만, SIL(1992/2004)는 이들 중 어느 것과도 모순된다.
옐레어에는 모음도 많은데, 현저하게 많은 수의 모음이 비음화된다.
|             | 전설 | 전설 | 중설 | 중설 | 후설 | 후설 |
| 구강        | 비강 | 구강 | 비강 | 구강 | 비강 |      |
| ----------- | ---- | ---- | ---- | ---- | ---- | ---- |
| 고모음      | i    | ĩ    | ɨ    |      | u    | ũ    |
| 근고모음    | e    | ẽ?   | ə    | ə̃    | o    | õ?   |
| 중저모음    | ɛ    | ɛ̃    | ə    | ə̃    | ɔ    | ɔ̃    |
| (근-)저모음 | æ    | æ̃?   | ɐ    | ã    | ɑ    | ɑ̃    |

(중저비모음과 중고비모음 간의 구별은 상당히 흔치 않은데, SIL(1992/2004)는 중고모음의 예를 제시하지 않고 있다. 뿐만 아니라 æ̃의 예도 제시하지 못하였다.)
모음은 길거나 짧을 수 있다. SIL(1992/2004)는 다른 모음 연쇄를 이중모음보다 /j, w/로 분리되는 것으로 해석하였다.
모음이 길거나 짧을 수 있음을 고려하면, 옐레어 음절은 반드시 모음이나 자음-모음 형식 중 하나이고, 전자에는 /a/ /u/만 나타난다.

## 표기
| 표기 | â | a | á | d | é | e | ê | gh | i | î | k | l | m | n | ń | ng | o | ó | p | t | u | v | w | y |
| IPA  | ɑ | a | æ | t̠ | e | ɛ | ə | ɣ  | i | ɨ | k | l | m | n̠ | n̪ | ŋ  | ɔ | o | p | t̪ | u | β | w̪ | j |

복합 자음을 위한 다중음자가 언제나 투명한 것은 아니다. 양순-연구개 자음과 양순-치경 자음은 kp, dp, tp, ngm, nm, ńm, lv와 같이 양순음을 두 번째로 적는다. 선비음화된 /mp/는 mb로 적지만 /nt̪/와 /ŋk/는 nd /nt̠/와 ng /ŋ/와 구별되도록 nt와 nk로 적는다. 선비음화된 파열음은 이중 조음되는 파열음을 포함하여 적되 md /n̠͡mt̠͡p/나 mg /ŋ͡mk͡p/와 같이 양순음일 때에는 m을 더하여 적고, 그 외에는 n을 더하여 적는다. 비강 개방은 dny /t̠n̠ʲ/, kn /kŋ/, dm /t̠͡pn̠͡m/, km /k͡pŋ͡m/에서처럼 n이나 m으로 적는다. 양순음화는 w로 적고, 구개음화는 y로 적는데 예외적으로 /tʲ/는 ch로 적고 /ntʲ/는 nj로 적는다(ch와 nj가 치경음인지 (후)치경음인지는 분명하지 않다).
모음 중에서는 a와 u만 어두에 올 수 있다. 장모음은 같은 모음자를 두 번 적고, 비모음은 모음의 비음성이 대조적이지 않은 비자음(또는 비강 개방?) 뒤의 단모음을 제외하면 콜론을 앞세워서 적는다(/ã/를 :a로).

## 대명사
옐레어에는 자립 대명사와 소유 대명사의 두 가지 대명사가 있다.
| 나 | n̠ə a  | 우리 둘 | n̪o n̪i   | 우리 | n̠͡mo n̠͡mɨ |
| 너 | n̪i N- | 너희 둘 | t̠͡pũ t̠͡pɨ | 너희 | n̪͡mo n̪͡me |
| 그 | – u   |         |         | 그들 | – ji    |

## 샘플 텍스트
Kiye w:ââ u pi Peetuuki, ka kwo, Doongê. Nê kuu. Daa a w:ââ. Nkal u w:ââ. Nkal ngê yinê kaa ngê. W:ââ dono. Pi yilî u te. U nuu u pi da tóó. Pi u lama daa tóó. M:iituwo Yidika, Mépé tp:oo mî kiye ngê. Daanté. Mépé dono ngê pyodo. Apê, W:ââ mbwámê nînê châpwo. Nkal ngê kwo, "Up:o" . W:ââ mî mbêpê wo, chii mênê. Mépé ngê w:ââ mbwámê mêdîpê châpwo. Awêde ka kwo, Doongê. Pi maa daa t:a. A danêmbum u dî.
"그 사나운 개는 "Peetuuki"라고 불리는데 Doongê에 산다. 나와는 아무 관련이 없다. 내 개가 아니다. Nkal의 개이다. 그가 키웠다. 그 개는 나쁜 개이다. 모든 사람을 문다. 그 개가 좋아하는 사람은 없다. 최근에는 Mépé의 아들인 Yidika를 물었다. 정말 세게 물었다. Mépé는 너무 화가 나서 '그 개를 죽일거야.'라고 말했다. 그 개가 덤불 속으로 도망가서 Mépé는 죽일 수 없었다. 그래서 지금도 여전히 Doongê에 살기 때문에 그 근처를 지나는 안전한 길이 없다. 그게 내 이야기의 끝이다." (SIL 1992/2004)

## 참고 문헌
- James E. Henderson, 1995. Phonology and grammar of Yele, Papua New Guinea. Pacific Linguistics B-112. Canberra: Pacific Linguistics.
- Peter Ladefoged & Ian Maddieson, 1996. The sounds of the world’s languages. Oxford: Blackwells. ISBN 0-631-19814-8
- Stephen C. Levinson, 2003. Space in Language and Cognition: Explorations in Cognitive Diversity. Cambridge University Press. ISBN 0-521-01196-5
- Phonology sketch from SIL, 1992/2004